# Saba Mamatsashvili
Saba Mamatsashvili, född 23 augusti 2002 i Tbilisi, är en georgisk fotbollsspelare som spelar för IK Sirius i Allsvenskan.
Mamatsashvili värvades i augusti 2024 till IK Sirius.